# Palleopa innotata
Palleopa innotata är en fjärilsart som beskrevs av Walker 1866. Palleopa innotata ingår i släktet Palleopa och familjen mätare. Inga underarter finns listade i Catalogue of Life.

## Bildgalleri

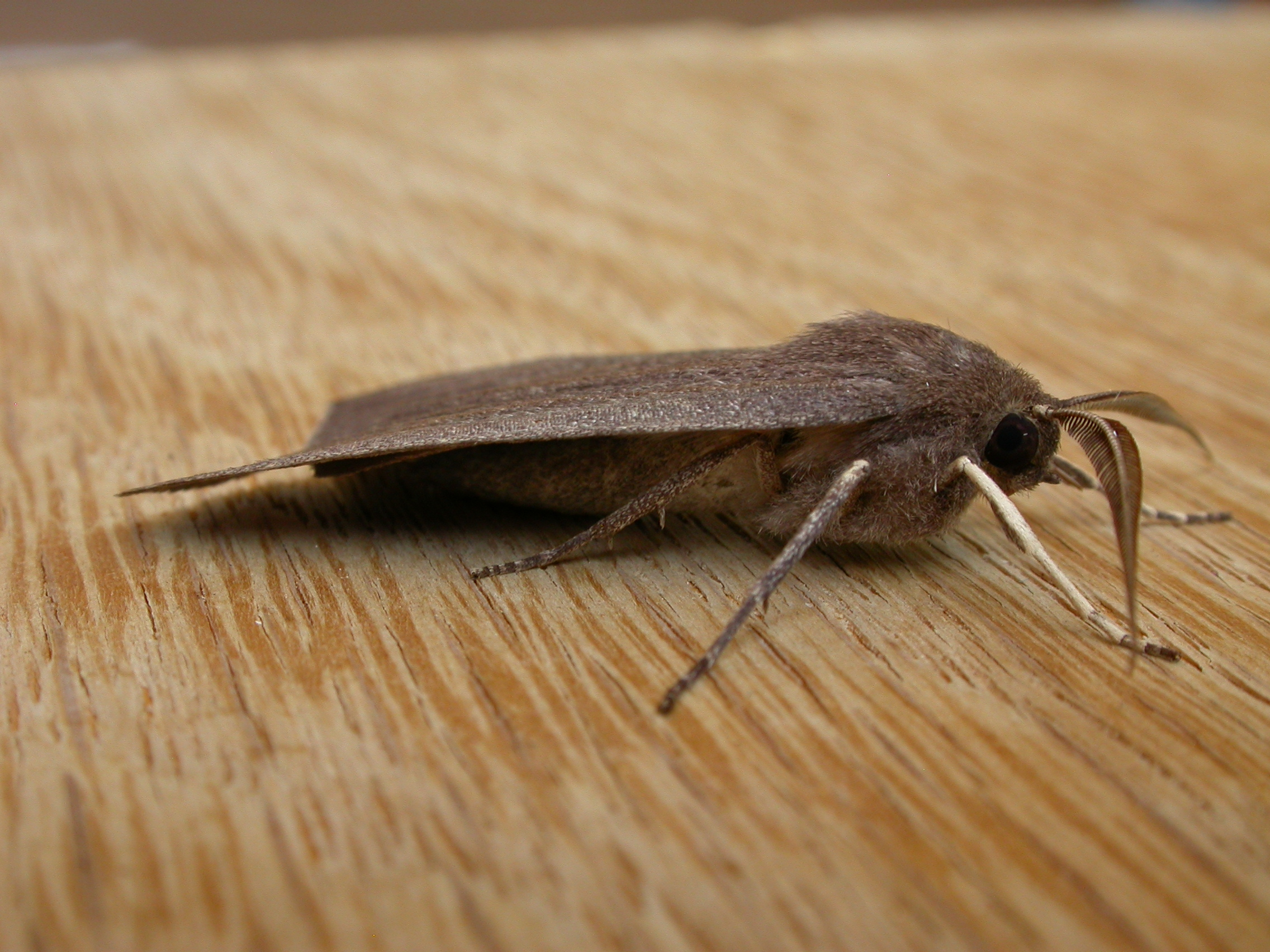